# Wędkarz (obraz Goi)
Wędkarz (hiszp. El pescador de caña) – obraz olejny hiszpańskiego malarza Francisca Goi. 

## Seriakartonów do tapiserii
Dzieło należało do serii kartonów do tapiserii – olejnych obrazów o znacznych rozmiarach przygotowywanych jako wzór dla warsztatów tkackich Królewskiej Manufaktury Tapiserii Santa Bárbara w Madrycie. Na ich podstawie tkano barwne gobeliny, które zdobiły wnętrza królewskich posiadłości. Była to pierwsza seria, którą Goya wykonał dla Karola IV (wtedy jeszcze infanta, księcia Asturii) z przeznaczeniem do jadalni pałacu-klasztoru Escorial. Seria została ukończona w 1775 roku, a jej tematem były łowy i wędkarstwo – ulubione rozrywki przyszłego monarchy i jego ojca Karola III. Oprócz Wędkarza w jej skład wchodziły dzieła: Polowanie na dzika, Polowanie na przepiórki, Myśliwy z psami, Myśliwy ładujący broń, Psy na smyczy, Muchachos cazando con un mochuelo i Caza muerta. Wykonanie tej serii kartonów, która została dobrze przyjęta przez książęcą parę, otworzyło Goi drogę do kariery na dworze.

## Analiza
W pierwszym roku pracy jako malarz kartonów do tapiserii Goya pracował pod kierunkiem swojego szwagra Francisco Bayeu. Bayeu, doświadczony artysta o niekwestionowalnej pozycji na dworze, wykonywał szkice kartonów, nad którymi później pracował Goya. Jego pierwsze projekty są utrzymane w stylu nadwornych projektantów gobelinów, przypominają zwłaszcza prace José del Castillo i Ramona Bayeu, brata Francisca. Dopiero po ukończeniu tej serii i pozytywnej opinii królewskiej rodziny, Goya otrzymał pozwolenie na wykonywanie kartonów według własnych projektów.
W tym dziele Goya zilustrował obie pasje Karola IV – na pierwszym planie widać łowiącego ryby wędkarza, a na drugim parę myśliwych trzymających strzelby i upolowaną kaczkę. Najwięcej światła pada na siedzącego nad wodą wędkarza, którego poza jest znacznie ciekawsza od stojących w głębi myśliwych. W tle widać narysowane czarnym ołówkiem gałęzie i liście. Mogły to być poprawki naniesione przez Goyę lub przez korzystających z wzoru tkaczy.
W późniejszych projektach Goya znacznie poprawił styl, koloryt i kompozycję, osiągając pod tym względem mistrzostwo w dziele Parasolka.